# Fuji-Q Highland
Fuji-Q Highland (富士急ハイランド) est un parc d'attractions situé à Fujiyoshida dans la Préfecture de Yamanashi au Japon. Détenu et exploité par Fuji Kyuko, il a été ouvert le 2 mars 1968.
Le parc se trouve à proximité du Mont Fuji.

## Le parc d'attraction

### Les montagnes russes
| Nom de l'attraction                                                     | Type                                         | Constructeur      | Année d'ouverture  |
| ----------------------------------------------------------------------- | -------------------------------------------- | ----------------- | ------------------ |
| Eejanaika                                                               | Montagnes russes quadridimensionnelles       | S&S Worldwide     | 2006 le 19 juillet |
| Fujiyama                                                                | Hyper montagnes russes Méga montagnes russes | Togo              | 1996 en juillet    |
| Nia and Animal Coaster Anciennement Rock 'N Roll Duncan de 1998 à 2023. | Montagnes russes junior                      | Sansei Yusoki Co. | 1998 le 18 juillet |
| Takabisha                                                               | Euro-Fighter                                 | Gerstlauer        | 2011 le 16 juillet |
| Voyage Dans Le Ciel                                                     | Montagnes russes inversées                   | Hoei Sangyu       | 2000 le 20 juillet |
| Zokkon                                                                  | Montagnes russes lancées                     | Intamin           | 2023 le 20 juillet |

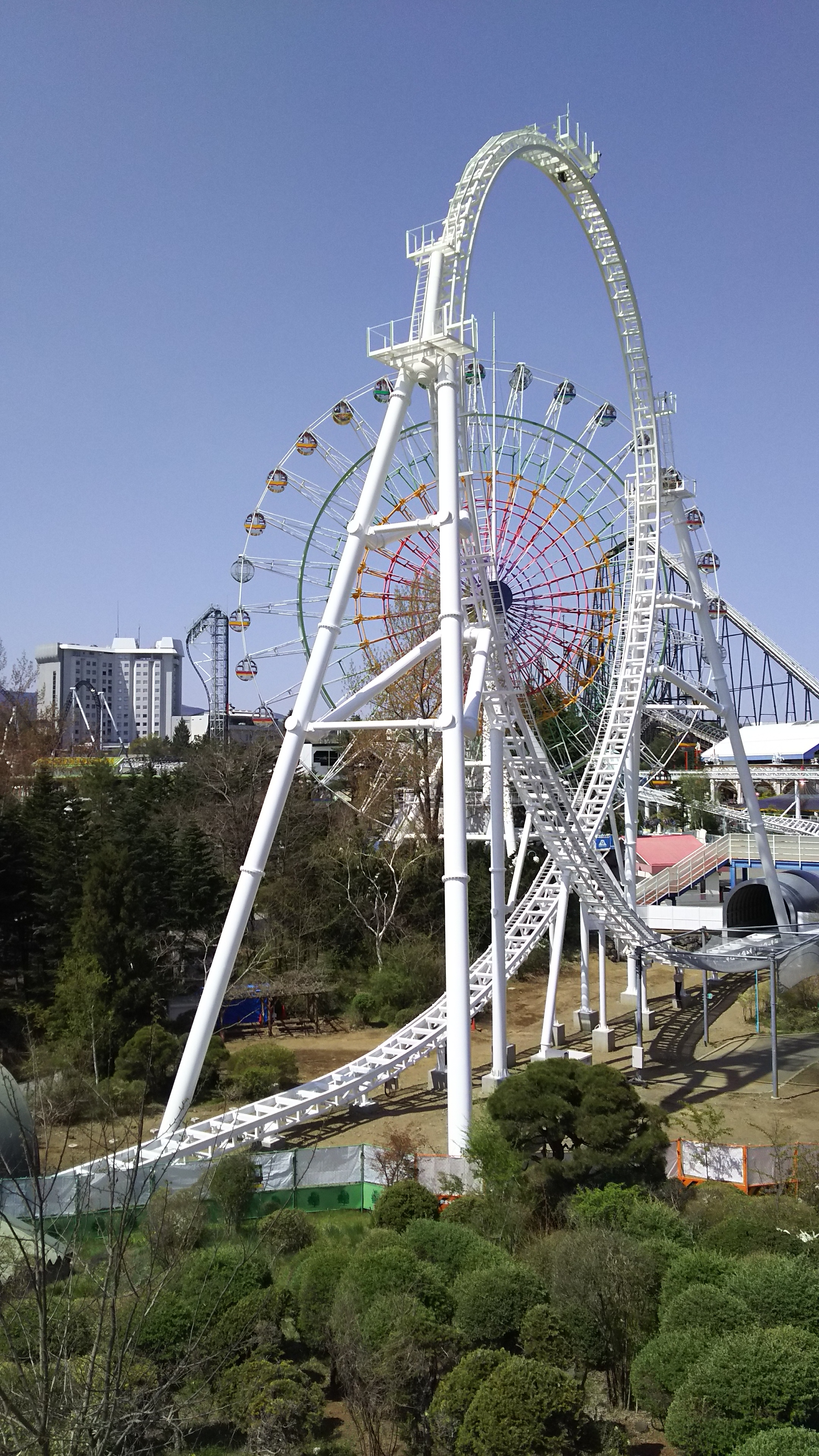
Do-Dodonpa
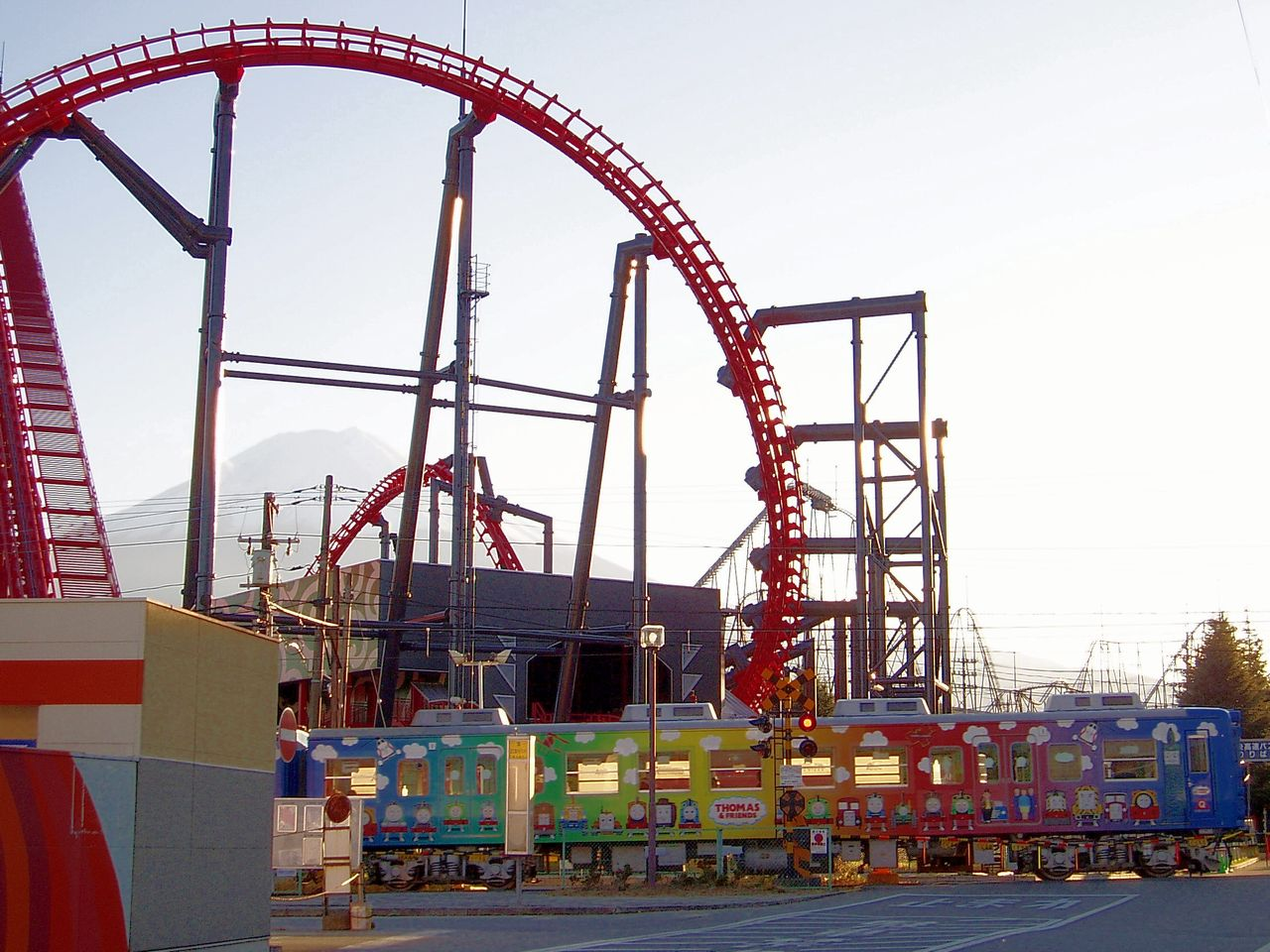
Eejanaika
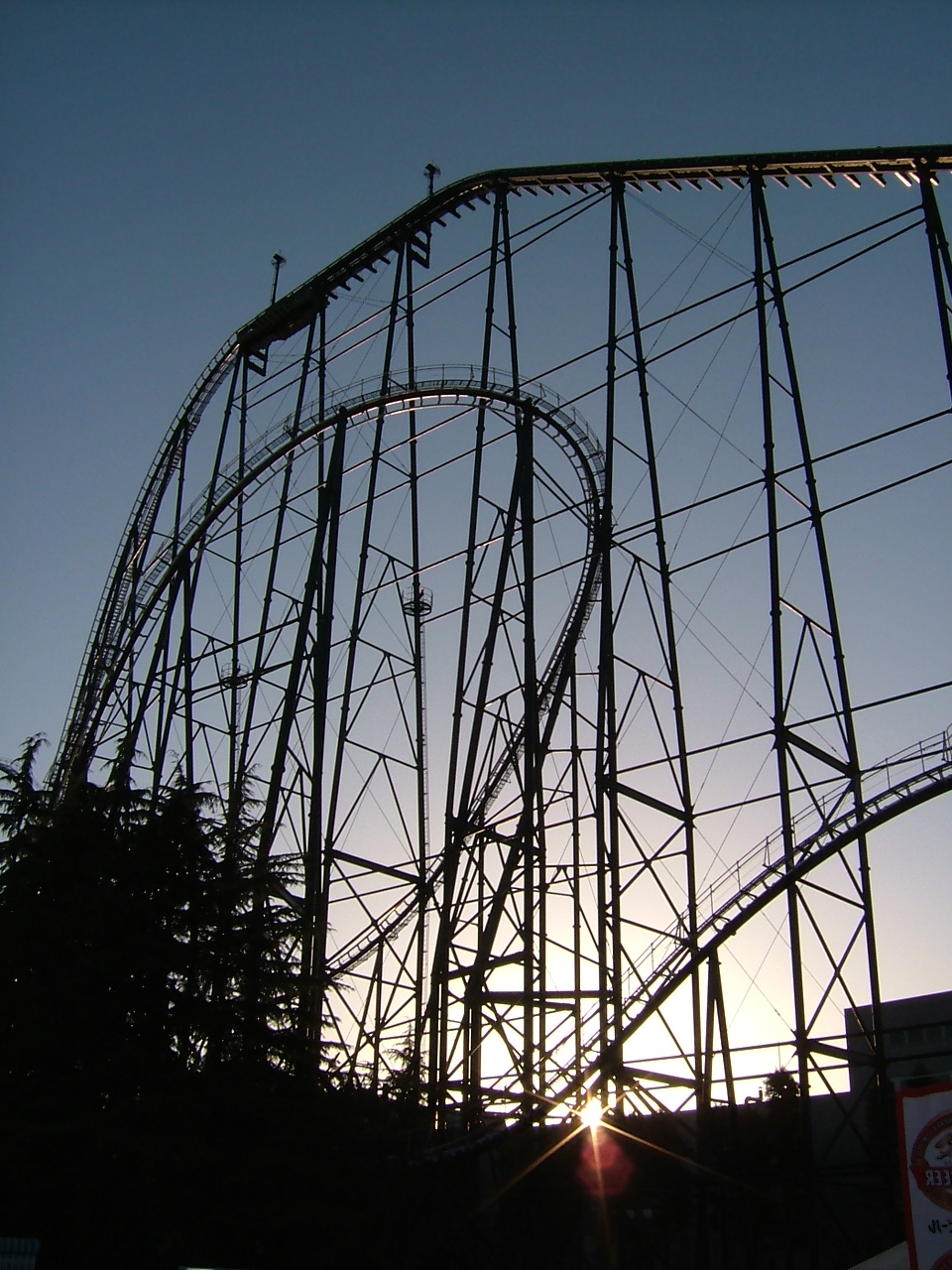
Fujiyama
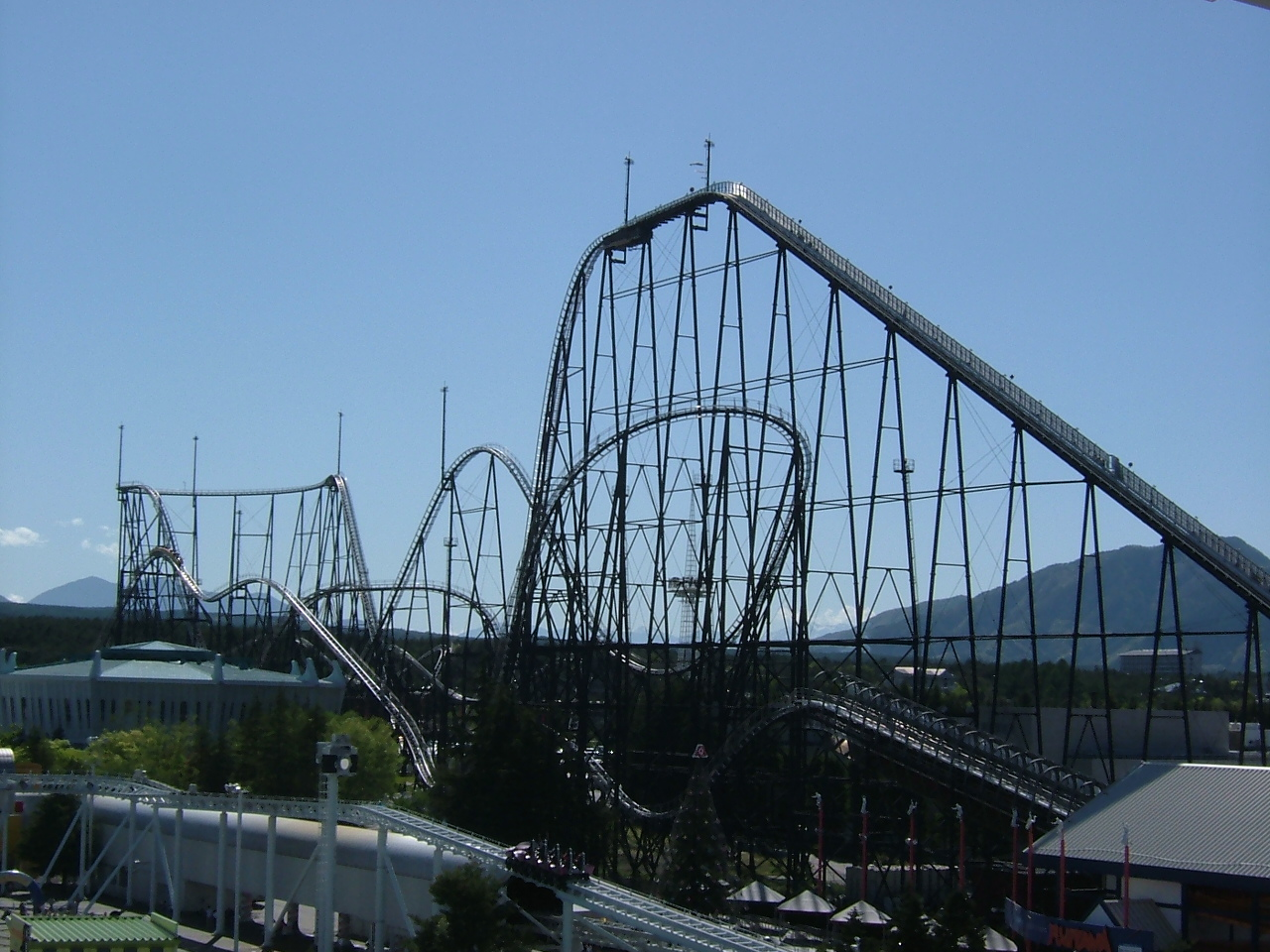
Fujiyama, les plus hautes et les plus longues montagnes russes à Fuji-Q Highland.
Takabisha
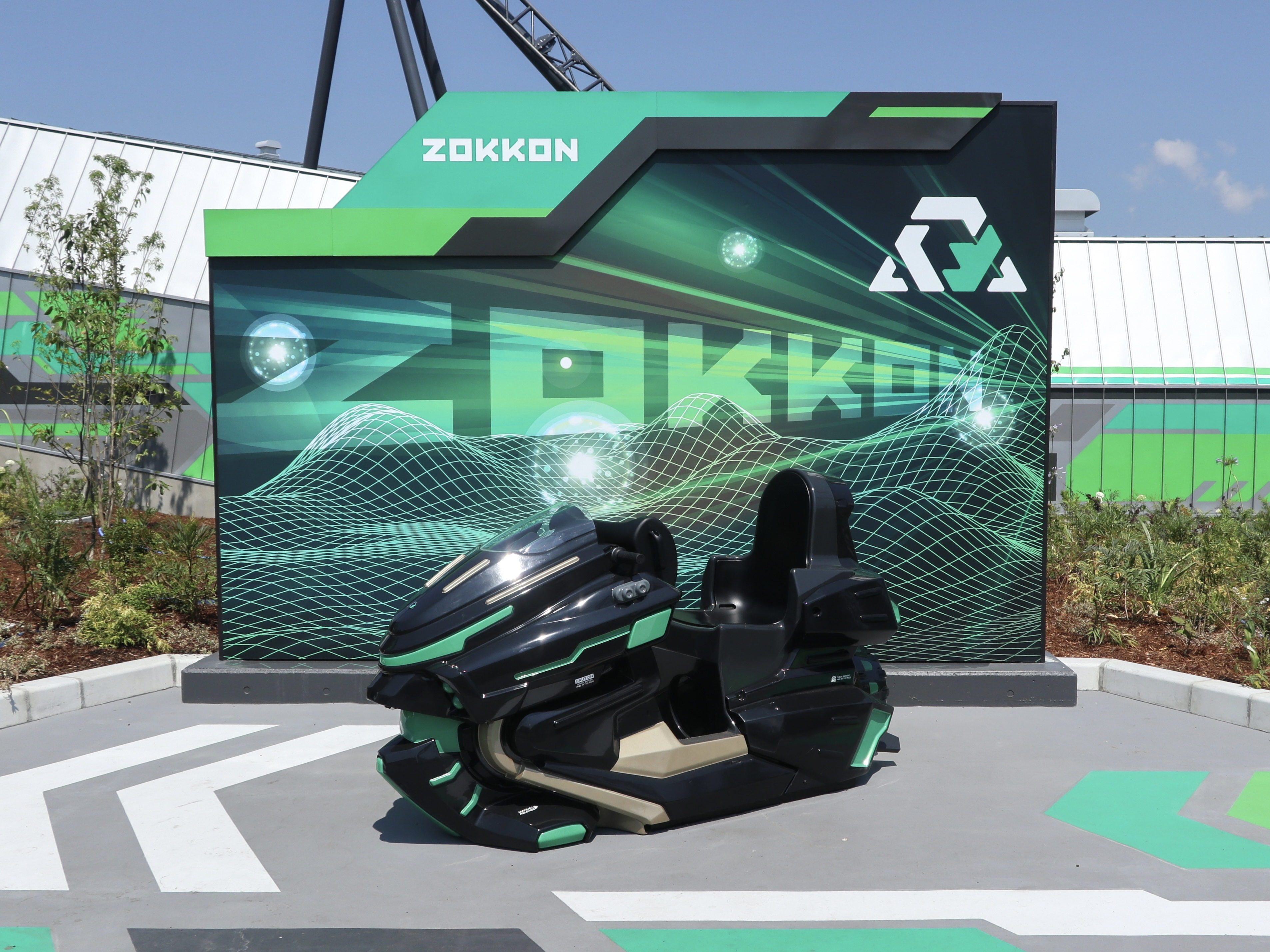
Zokkon

### Les anciennes montagnes russes
| Nom                | Type                          | Constructeur              | Année d'ouverture   | Année de fermeture   |
| ------------------ | ----------------------------- | ------------------------- | ------------------- | -------------------- |
| Do-Dodonpa         | Montagnes russes lancées      | S&S Worldwide             | 2001 le 21 décembre | 2021 le 12 août      |
| Double Loop        | Montagnes russes assises      | Meisho Amusement Machines | 1980 le 26 mars     | 2005 en avril        |
| Giant Coaster      | Montagnes russes assises      | Sansei Yusoki Co., Ltd.   | 1966 en décembre    | 1996 en juillet      |
| Moonsault Scramble | Méga montagnes russes navette | Meisho Amusement Machines | 1983 le 24 juin     | 2000 en avril        |
| Mad Mouse          | Wild Mouse                    | Sansei Technologies       | 1973                | 1997                 |
| Mad Mouse          | Wild Mouse                    | Sansei Technologies       | 1998 en avril       | 2019 le 30 septembre |
| Zola 7             | Montagnes russes en intérieur | Togo                      | 1988                | 2010 le 4 avril      |